# Aphrodisium delatouchii
Aphrodisium delatouchii là một loài bọ cánh cứng trong họ Cerambycidae.